# Italia insulare
L'espressione Italia insulare ha due accezioni diverse: la prima è relativa alla geografia economica e alla statistica; la seconda è pertinente alla geografia fisica.
Secondo l'accezione economica e statistica, l'espressione "Italia insulare" si riferisce ad uno dei cinque gruppi di regioni d'Italia utilizzati nella nomenclatura delle unità territoriali statistiche del territorio dell'Unione europea, ideata dall'Eurostat nel 1988; in particolare questi cinque gruppi di regioni rappresentano il livello "NUTS 1" della nomenclatura. Gli altri quattro gruppi economico-statistici italiani sono: "Italia nord-occidentale", "Italia nord-orientale", "Italia centrale" e "Italia meridionale". 
Secondo l'accezione di geografia fisica, l'espressione "Italia insulare" indica una delle tre aree che compongono la regione italiana e indica l'insieme costituito dalle tre isole maggiori: Sardegna, Sicilia e Corsica, nonché dalle isole minori ed arcipelaghi ad esse adiacenti. Gli altri due gruppi in cui la geografia fisica suddivide la regione italiana sono l'Italia continentale e l'Italia peninsulare.

## Italia insulare - area economica e statistica

### Demografia
La popolazione residente nell'Italia insulare ammontava a 6 340 710 abitanti al 31 dicembre 2024, di cui 4 779 371 in Sicilia e 1 561 339 in Sardegna. I dati demografici sono influenzati dalla bassa densità demografica della Sardegna (65 ab./km²), contrariamente a quella della Sicilia che ha, infatti, una densità tre volte superiore (185 ab./km²) ed è anzi l'isola più densamente popolata del Mediterraneo.

### Economia
In Sardegna il prodotto pro capite era nel 2008 di 28444,1 €, mentre in Sicilia, sempre nel 2008, era di 23003,7 € (dati Eurostat).
Il tasso di disoccupazione, in Sicilia è il più elevato d'Italia (11,9%), mentre quello della Sardegna secondo l'ISTAT tra 2006-07 è sceso per la prima volta sotto il 10%, attestandosi sul 8,6%, il più basso tra le regioni meridionali se si esclude il Molise; In Sardegna i costi di gestione (elettricità, trasporto, ecc.) sono anche doppi rispetto alle altre regioni italiane, dovuti alla situazione di insularità: tale stato costituisce uno svantaggio in rapporto alla restante parte d'Italia, ma negli ultimi anni si è notevolmente ridimensionato grazie alla nascita di molte aziende basate sull'Information Technology: l'informatica e la telematica, le quali essendo tecnologie che offrono servizi virtuali non risentono degli alti costi di trasporto.
Di seguito la tabella che riporta il PIL ed il PIL procapite prodotto in Sardegna dal 2000 al 2007:
|                                              | 2000     | 2001     | 2002     | 2003     | 2004     | 2005     | 2006     | 2007     |
| -------------------------------------------- | -------- | -------- | -------- | -------- | -------- | -------- | -------- | -------- |
| Prodotto Interno Lordo (Milioni di Euro)     | 25.958,1 | 27.547,6 | 28.151,6 | 29.487,3 | 30.595,5 | 31.421,3 | 32.579,0 | 33.823,2 |
| PIL ai prezzi di mercato per abitante (Euro) | 15.861,0 | 16.871,4 | 17.226,5 | 17.975,7 | 18.581,0 | 19.009,8 | 19.654,3 | 20.444.1 |

Di seguito la tabella che riporta il PIL ed il PIL procapite prodotto in Sicilia dal 2000 al 2007:
|                                              | 2000     | 2001     | 2002     | 2003     | 2004     | 2005     | 2006     | 2007     |
| -------------------------------------------- | -------- | -------- | -------- | -------- | -------- | -------- | -------- | -------- |
| Prodotto Interno Lordo (Milioni di Euro)     | 67.203,8 | 70.530,1 | 72.855,0 | 75.084,5 | 77.327,3 | 80.358,1 | 82.938,6 | 85.317,8 |
| PIL ai prezzi di mercato per abitante (Euro) | 13.479,6 | 14.185,7 | 14.662,2 | 15.053,9 | 15.440,1 | 16.023,2 | 16.531,5 | 17.003,7 |

### Regioni
| Regione  | Capoluogo | Abitanti 31-12-2023 |
| -------- | --------- | ------------------- |
| Sardegna | Cagliari  | 1 564 885           |
| Sicilia  | Palermo   | 4 784 569           |

### Comuni più popolosi
Di seguito si riporta l'elenco della popolazione residente nei comuni con più di 50 000 abitanti al 31 dicembre 2023.
| #  | Comune            | Regione  | Città metropolitana, provincia o libero consorzio comunale | Abitanti |
| -- | ----------------- | -------- | ---------------------------------------------------------- | -------- |
| 1  | Palermo           | Sicilia  | Palermo                                                    | 628 894  |
| 2  | Catania           | Sicilia  | Catania                                                    | 298 209  |
| 3  | Messina           | Sicilia  | Messina                                                    | 217 895  |
| 4  | Cagliari          | Sardegna | Cagliari                                                   | 147 378  |
| 5  | Sassari           | Sardegna | Sassari                                                    | 120 875  |
| 6  | Siracusa          | Sicilia  | Siracusa                                                   | 116 051  |
| 7  | Marsala           | Sicilia  | Trapani                                                    | 79 833   |
| 8  | Ragusa            | Sicilia  | Ragusa                                                     | 73 684   |
| 10 | Gela              | Sicilia  | Caltanissetta                                              | 70 811   |
| 11 | Quartu Sant'Elena | Sardegna | Cagliari                                                   | 68 463   |
| 12 | Vittoria          | Sicilia  | Ragusa                                                     | 64 678   |
| 13 | Olbia             | Sardegna | Sassari                                                    | 61 495   |
| 14 | Caltanissetta     | Sicilia  | Caltanissetta                                              | 58 342   |
| 15 | Agrigento         | Sicilia  | Agrigento                                                  | 55 317   |
| 16 | Trapani           | Sicilia  | Trapani                                                    | 55 218   |
| 17 | Modica            | Sicilia  | Ragusa                                                     | 53 442   |
| 18 | Bagheria          | Sicilia  | Palermo                                                    | 53 021   |
| 19 | Acireale          | Sicilia  | Catania                                                    | 50 590   |
| 20 | Mazara del Vallo  | Sicilia  | Trapani                                                    | 50 117   |

## Italia insulare - area della regione geografica italiana

### Demografia
La popolazione residente nell'Italia insulare ammontava a 6 698 919 abitanti al 31 dicembre 2023, di cui 4 784 569 in Sicilia, 1 564 885 in Sardegna e 349 465 in Corsica. La densità demografica della Sardegna è di 65 ab./km² e quella della Corsica è di 40 65 ab./km², densità basse se confrontate con quella della Sicilia, che con i suoi 185 ab./km² è l'isola più densamente popolata del Mediterraneo. 

### Geografia

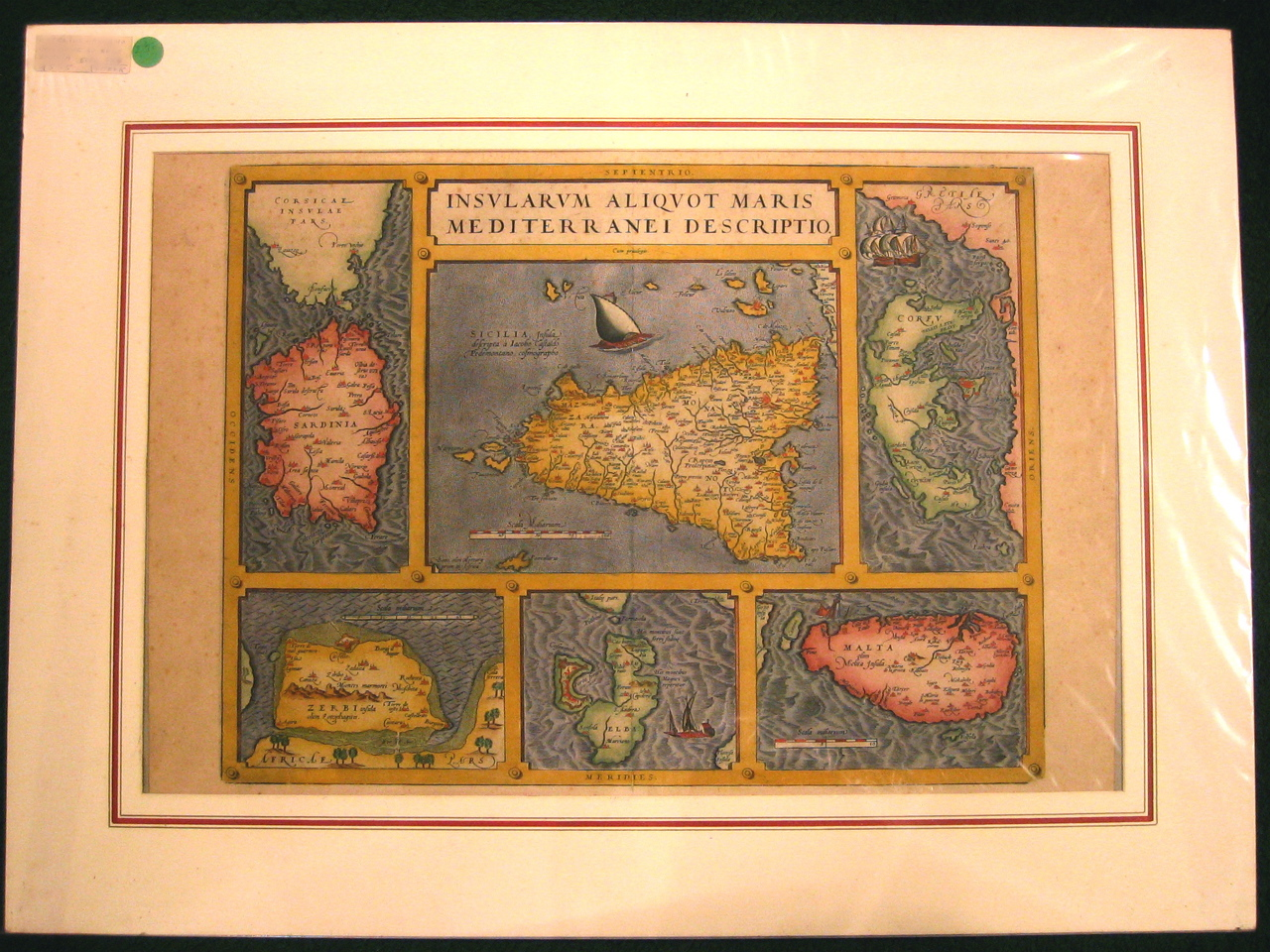
Abraham Ortelius (1527-1598), Insularum aliquot maris mediterranei descriptio ("Descrizione di alcune isole del Mar Mediterraneo"). Incisione originale, coloritura coeva.

L'Italia insulare occupa una superficie pari a circa un quinto di quella dell'intera regione italiana, nonché la quasi totalità del suo territorio insulare.
Comprende le isole di Sicilia, Sardegna e Corsica e le isole minori che le contornano. Per superficie, la Sicilia è l'isola più grande del mar Mediterraneo e la settima in Europa; la Sardegna, poco meno estesa, occupa la seconda posizione nel Mediterraneo e l'ottava in Europa; la Corsica è al quarto posto nel Mediterraneo e al decimo in Europa. Sardegna e Corsica sono separate dallo stretto delle Bocche di Bonifacio, che nel punto più breve misura circa 11 km..
Il Mar Tirreno bagna tutte e tre le isole: il versante settentrionale della Sicilia e i versanti orientali della Sardegna e della Corsica. La Sicilia è bordata a sud dal Mar di Sicilia, mentre la Sardegna si affaccia ad ovest sul Mar di Sardegna.

#### Arcipelaghi e isole minori
Sicilia, Sardegna e Corsica sono contornate da diverse isole minori, amministrativamente dipendenti dalle isole madri.
Nel Mar Tirreno, a nord della Sicilia, sorgono Ustica, isolata, e l'arcipelago delle Isole Eolie, con i due vulcani attivi di Stromboli e di Vulcano. Sempre nel Tirreno, ma al largo della Sardegna nord-orientale, si trova l'Arcipelago della Maddalena. La punta occidentale della Sicilia è bordata dall'arcipelago delle Isole Egadi, al confine tra il Tirreno e il Mar di Sicilia.
Nel Mar di Sicilia, che si estende a sud dell'isola che gli dà il nome, si trovano l'arcipelago delle Isole Pelagie, l'isola di Pantelleria e l'Arcipelago Maltese, politicamente indipendente, ma appartenente alla regione grografica italiana. Lampedusa, isola delle Pelagie facente parte dello Stato italiano, si trova sulla piattaforma continentale africana e dunque al di fuori dei confini fisici della regione italiana.
Nel Mar di Sardegna, ad ovest dell'isola omonima, si trovano le isole di San Pietro e di Sant'Antioco. Al largo della punta nord-occidentale della Sardegna si trova inoltre l'isola dell'Asinara.
Le isole minori che contornano la Corsica, tutte di superficie inferiore a 2 km² e tutte disabitate, sono l'Isola di Cavallo, la maggiore, con 1,2 km², le isole di Lavezzi, le Isole Sanguinarie e, all'estremità settentrionale di Capo Corso, la piccola isola della Giraglia.

#### Pianure e colline
Le pianure sono generalmente di dimensioni ridotte in tutta la regione geografica e si presentano generalmente come strette fasce costiere; fanno eccezione il Campidano in Sardegna e la piana di Catania in Sicilia, che si estendono rispettivamente per 1200 km² e 430 km². La pianura più grande della Corsica è la Piana d'Aleria, che si distende lungo la costa nord-orientale per circa 100 km. Il resto del territorio è prevalentemente collinare: le colline, infatti, occupano il 70% del territorio.

#### Sistemi montuosi
Le montagne dell'Italia insulare appartengono a due sistemi montuosi principali: gli Appennini in Sicilia e il Sistema sardo-corso in Sardegna e Corsica. In Sicilia, inoltre, si trovano anche gruppi montuosi indipendenti dagli Appennini.
Il rilievo in Sicilia
La sezione appenninica siciliana prende il nome di Appennino siculo; esso corre lungo la costa tirrenica ed è costituito, da est verso ovest, dai Monti Peloritani, dai Monti Nebrodi e dalle Madonie; in quest'ultimo gruppo si trova la seconda vetta più alta dell'isola dopo l'Etna: il pizzo Carbonara, di 1979 metri.
Gli altri rilievi siciliani non fanno parte dell'Appennino Siculo e si trovano a sud di esso. In Sicilia nord-orientale si eleva la vetta più alta dell'isola: l'Etna, che con i suoi 3 403 m è anche la montagna non alpina più alta d'Italia e il maggiore vulcano attivo d'Europa. Nella zona centrale dell'isola si estendono inoltre tre gruppi montuosi, caratterizzati da altopiani; da est verso ovest sono i Monti Iblei, i Monti Erei e i Monti Sicani.
Il rilievo in Sardegna e Corsica
Le montagne della Sardegna e della Corsica costituiscono un sistema montuoso a parte rispetto agli altri della regione italiana: il Sistema sardo-corso, ben distinto sia dalle Alpi, sia dagli Appennini, sia per la più antica origine geologica, sia per la morfologia e per la natura cristallina di gran parte delle sue rocce. La cima più elevata del sistema si trova in Corsica: è il Monte Cinto, di 2706 m; la vetta più alta della Sardegna è invece Punta La Marmora, nel massiccio del Gennargentu, che raggiunge la quota di 1.834 metri.
In Sardegna, il Sistema sardo-corso non forma catene continue, ma massicci montuosi, concentrati soprattutto nella parte orientale, dove arrivano a lambire il mar Tirreno. Il maggiore e il più elevato massiccio montuoso è quello del Gennargentu, ma sono notevoli anche quelli del Supramonte, del Sarrabus, del Monte Limbara, del Marghine, del Goceano e i Monti di Alà. Anche nella parte sud-occidentale sorgono due massicci montuosi notevoli: quello dei monti del Sulcis, nell’Iglesiente, e quello del Monte Linas.
In Corsica, al contrario, il Sistema sardo-corso si articola in due catene ben definite, con andamento nord-sud; quella occidentale è la Banda di Fuori, detta in corso "Pumonte", mentre quella orientale è la Banda di Dentro, detta in corso, "Cismonte". In quest'ultima si trovano tutte le montagne che superano la quota di 2000 metri del Sistema sardo corso: il citato Monte Cinto, Monte Rotondo (2622 m); Monte d'Oro (2389 m); Monte Renoso, (2252 m) e Monte Incudine, (2136 m).

### Regioni
L'Italia insulare comprende tre regioni, corrispondenti ciascuna ad un'isola mediterranea: la Corsica la Sardegna e la Sicilia. La Corsica è una regione della Repubblica Francese, mentre Sicilia e Sardegna sono due regioni della Repubblica Italiana. 
| Regione  | Stato   | Abitanti 31-12-2023 | Capoluogo | Abitanti del capoluogo |
| -------- | ------- | ------------------- | --------- | ---------------------- |
| Corsica  | Francia | 349 465             | Ajaccio   | 73 822                 |
| Sardegna | Italia  | 1 564 885           | Cagliari  | 146 996                |
| Sicilia  | Italia  | 4 784 569           | Palermo   | 626 755                |